# Michael Charisch

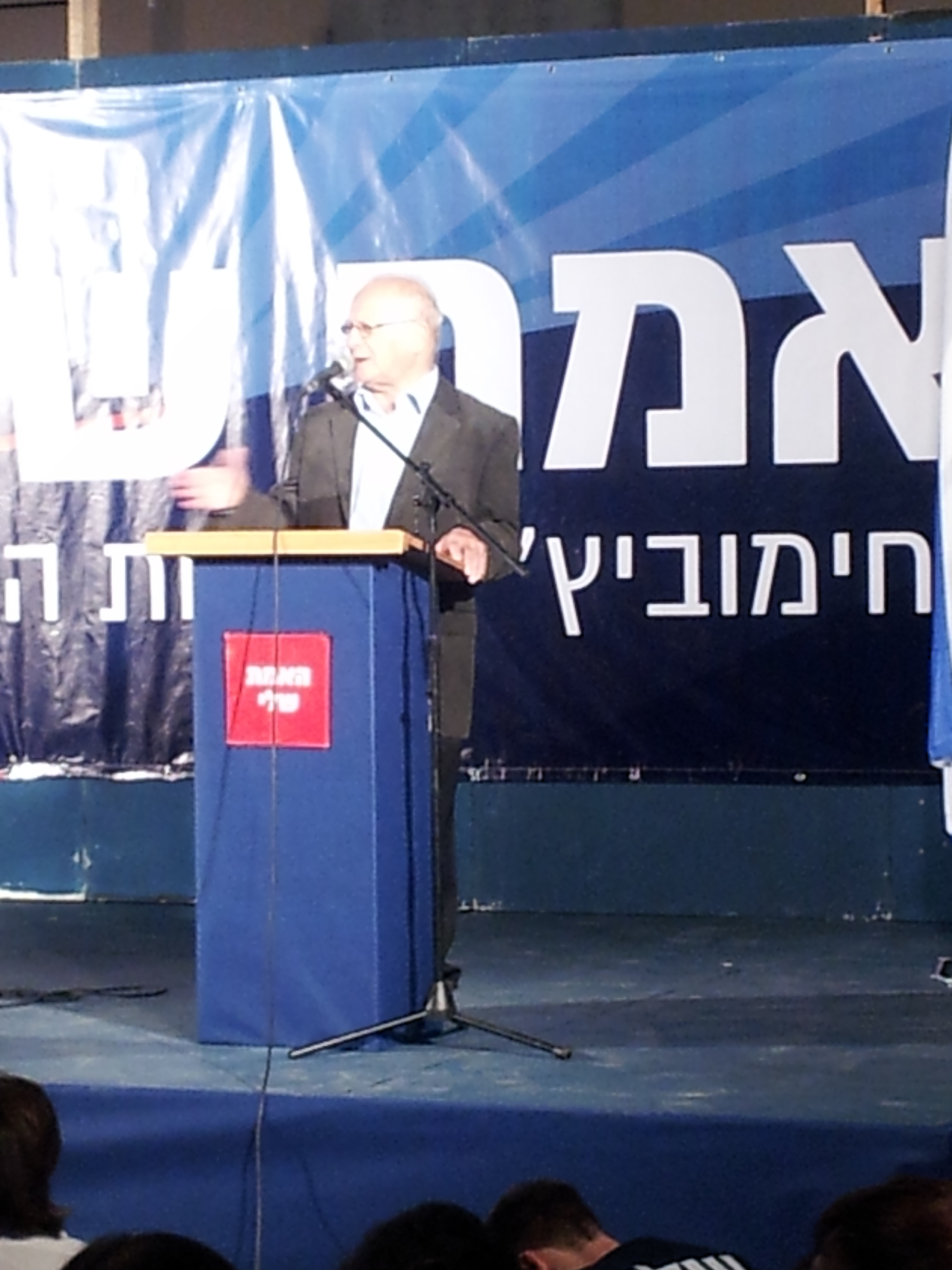
Michael Charisch

Michael Charisch (hebräisch מיכאל חריש, * 28. November 1936 in Timișoara, Königreich Rumänien) ist ein ehemaliger israelischer Politiker. Von 1974 bis 1996 war er durchgehend Abgeordneter der Knesset für die Mapai bzw. ihre Nachfolgerin, die Awoda. Unter Jitzchak Rabin und Schimon Peres war er von 1992 bis 1996 Minister für Handel und Wirtschaft, bei der Parlamentswahl in Israel 1996 verlor er seinen Sitz im Parlament und damit seinen Ministerposten.
Michael Charisch wanderte 1950 als Oleh nach Israel ein. Seinen Wehrdienst leistete er bei der Golani-Brigade, an der Hebräischen Universität Jerusalem absolvierte er ein Studium der Wirtschafts- und Politikwissenschaften.